# Ciprusi euróérmék
Ciprus euróérméi hivatalosan 2008. január 1-jétől kerültek forgalomba, a ciprusi fontot kiváltva. 
| Címlet                  | Kép | Leírás                                      |
| ----------------------- | --- | ------------------------------------------- |
| 2 euró 1 euró           |     | az ősi pómoszi bálványt ábrázolja.          |
| 50 cent 20 cent 10 cent |     | a keríniai hajó rekonstrukcióját ábrázolja. |
| 5 cent 2 cent 1 cent    |     | Ciprusi vadjuh                              |